# Towarzystwo Gimnastyczne „Sokół” w Rybniku
Towarzystwo Gimnastyczne „Sokół” w Rybniku – jedno z górnośląskich gniazd sportowej organizacji Polskie Towarzystwo Gimnastyczne „Sokół”, które utworzone zostało w 1898 roku w Rybniku.

## Geneza
Pierwsze organizacje sokolskie tworzyły się na Śląsku już w XIX wieku. Idea tworzenia towarzystw gimnastycznych rozpowszechniła się wśród Polaków przychodząc z Czech. Pierwsze polskie gniazdo ruchu sokolskiego zostało założone 7 lutego 1867 we Lwowie. Natomiast pierwsze gniazdo „Sokoła” utworzone przez Polaków mieszkających na Dolnym Śląsku powstało 21 lipca 1894 roku we Wrocławiu. Prezesem zarządu organizacji był Marian Hubiński. W 1895 roku w Bytomiu powstało pierwsze górnośląskie gniazdo „Sokoła”, Założył je robotnik Józef Tucholski. Jego prezesem został późniejszy poseł do parlamentu w Berlinie Paweł Dombek.

## Historia
Pierwsze gniazdo okręgu rybnickiego Polskiego Towarzystwa Gimnastycznego „Sokół” powstało już w 1898 roku, a na jego czele stanął Florian Piecha zastąpiony wkrótce przez Józefa Chudobę. Organizacja liczyła początkowo 22 członków jednak jej działalność została zawieszona z powodu szykan władz pruskich. Po I wojnie światowej została reaktywowana ponownie 21 grudnia 1919 roku w Rybniku. Pierwsze gniazdo w okręgu rybnickim reaktywowano jednak już 19 marca 1919 roku w Knurowie. Organizacje sokolskie regionu włączone zostały po reorganizacji do VIII rybnickiego okręgu Polskiego Towarzystwa Gimnastycznego „Sokół”. Rozwój działalności Sokoła przerwał w 1939 roku wybuch II wojny światowej. W okresie powojennym nie została reaktywowana ponieważ członkowie oraz sama idea towarzystwa była prześladowana przez władze komunistyczne.

## Organizacja
- Okręgowi rybnickiemu towarzystwa Sokół pod kierownictwem Freda Nowaka podlegało 15 lokalnych gniazd, w skład których wchodziło w sumie 666 członków.

| L.p. | Gniazdo         | Data założenia         | Liczba członków |
| ---- | --------------- | ---------------------- | --------------- |
| 1    | Rybnik          | 21 grudnia 1919        | 65              |
| 2    | Czerwionka      | 8 grudnia 1919         | 70              |
| 3    | Niedobczyce     | 25 stycznia 1920       | 42              |
| 4    | Rydułtowy       | 25 marca 1920          | 101             |
| 5    | Jejkowice       | 28 marca 1920          | 36              |
| 6    | Żory            | 28 marca 1920          | 39              |
| 7    | Chwałowice      | 19 maja 1920           | 42              |
| 8    | Boguszowice     | 16 maja 1920           | 12              |
| 9    | Paruszowiec     | 15 maja 1920           | 23              |
| 10   | Świerklany      | 30 maja 1920           | 19              |
| 11   | Górny Niewiadom | 13 czerwca 1920        | 26              |
| 12   | Knurów          | 19 marca 1919          | 50              |
| 13   | Czernica        | 23 maja 1920           | 56              |
| 14   | Michałkowice    | 17 sierpnia 1920       | 35              |
| 15   | Radziejów       | 4 lipca 1920           | 50              |
|      |                 | Liczba członków ogółem | 666             |